# Финдли, Роберта
Роберта Финдли (англ. Roberta Findlay, урождённая Хершковиц англ. Hershkowitz; род. 30 декабря 1943 года) — американский кинорежиссёр, кинооператор, продюсер, композитор, монтажёр и актриса. Наиболее известна своими работами в области эксплуатационного кино. Жена режиссёра Майкла Финдли. Часто работала под различными мужскими псевдонимами.
Роберта начинала карьеру в качестве оператора в фильмах мужа, а также исполнила несколько ролей в ранних его фильмах, дальше появлялась в кино в основном в эпизодических ролях. Через несколько лет после начала карьеры Майкла, Роберта тоже начала активно снимать кино сама. Свои ранние фильмы она снимала в жанре сексплотэйшн, потом постепенно переключилась на съёмки порнофильмов, часто работая с одними и теми же актёрами и часто в одних и тех же декорациях. С середины 1980-х годов, в связи с распространением домашних видеоносителей переключилась на съёмки малобюджетных фильмов ужасов, последний из которых сняла в 1989 году. С тех пор Роберта прекратила работу в кино. Всю жизнь прожила в Нью-Йорке и часто сотрудничала с другими независимыми нью-йоркскими режиссёрами в качестве оператора, продюсера, сценариста и монтажёра фильмов.
В настоящее время имеет статус одной из важнейших фигур в жанре эксплотэйшн, киноведы называют её «легендой грайдхауса», «новатором эксплуатации» и одним из главных режиссёров малобюджетных низкопробных фильмов. Из-за тематики её фильмов, Роберту не раз называли «антифеминистским» режиссёром. Косвенно повлияла на зарождение феминистского движения против порнографии, образовавшегося в результате выхода на экраны фильма супругов Финдли «Снафф» в 1976 году.

## Биография

### Ранние годы и начало работы в кино
Дочь венгерско-еврейских иммигрантов, Роберта Хершковиц родилась, согласно большинству свидетельств, в 1948 году. На самом деле свидетельство о браке 1962 года датирует её рождение 30 декабря 1943 года. Выросшая в Бронксе вместе с двумя старшими братьями и сёстрами и с ранних лет проявившая талант в игре на фортепиано, она посещала среднюю школу музыки и искусства, пропустив четвёртый и восьмой классы, а затем поступила одновременно в Городской колледж Нью-Йорка и Манхэттенскую музыкальную школу, планируя успешное будущее в качестве концертной пианистки. В колледже она познакомилась с Майклом Финдли, киноманом, который организовывал кинопоказы в библиотеке колледжа и в кофейнях Гринвич-Виллидж. Он нанял её записывать фортепианные партии для сопровождения фильмов, которые она составляла из различных музыкальных произведений, которые изучала. Это раздражало её профессоров, которые считали, что она портит репутацию музыкального факультета, но очень привязало её к Майклу, за которого она вышла замуж после того как её исполнилось восемнадцать лет.
Роберта начала работать в кино довольно пассивно, когда Майкл и их друзья Джон и Лем Амеро, братья из Массачусетса, стремившиеся начать снимать эксплуатационное кино, сотрудничали в работе над фильмом, который стал их коллективным дебютом, «Тело женщины» (1964). По словам Роберты, она «просто была рядом». Под псевдонимом Anna Riva, она исполнила главную роль в фильме. Съёмки сцен стриптиза Роберты, с участием мужа и друзей, по началу казались ей неловкими, но оба брата Амеро были геями и это облегчило ситуацию. Позже Джон Амеро называл Роберту «совершенно бесстрашной». Впоследствии она снялась в целом ряде фильмов Майкла и Амеро, как у каждого по отдельности, так и когда режиссёры работали вместе. Сцены с участием Роберты из этого фильма позже были использованы братьями Амеро уже в своей картине «Вожделенные часы» (1968). В этих сценах она играет проститутку дерущуюся с другой женщиной в борделе, и стриптизёршу танцующую перед толпой мужчин.
Следующим фильмом в котором снялась Роберта, был второй фильм Майкла — «Кровать Сатаны» (1965) с Йоко Оно в одной из главных ролей. Роберта ненадолго появляется в роли девушки, которую банда наркоторговцев раздевает, избивает и привязывает к бильярдному столу. Также для этого фильма Роберта занималась освещением, это был её первый опыт работы за кадром в кино и как она позже признавалась, такая работа доставляла ей большее удовольствие.

### Первая режиссура (1966—1969)
«Возьми меня обнажённой» вышел в 1966 году. В начале фильма героиня Роберты раздевается и принимает душ, а в конце её убивает вуайерист. В фильме также присутствуют лесбийские сцены с участием Роберты и новых звёзд грайндхауса Джун Робертс и Дарлин Беннетт. Фильм не отличается замысловатым сюжетом, но он стал первой картиной в карьере Роберты, где она разделила с мужем режиссёрские, продюсерские и сценарные полномочия, а также собрала саундтрек из различной музыки. Начиная с Двойного концерта для двух струнных оркестров, фортепиано и тимпани чешского композитора Богуслава Мартину и заканчивая музыкой из фильма «Капля» (1958). Роберта снималась и работала под псевдонимом Anna Riva, и постепенно начинала становиться секс-символом грайндхауса. Её лицо появилось на рекламных плакатах «Возьми меня обнажённой», на некоторых рынках его название было более скромным: «Это я» в детройтском кинотеатре Gem Theatre в конце 1966 года и «Пожалуйста, возьми меня» в Миннесоте в начале 1967 года.
Хотя Роберта продолжала появляться в небольших ролях: жена, заколотая до смерти обиженным мужем в исполнении Майкла в фильме «Тысяча удовольствий» (1968), озлобленная женщина, дразнящая дочь своего бойфренда, прежде чем быть задушенной ремнём в фильме «Джени» (1970), под множеством псевдонимов она уже полным ходом занималась работой за кадром. Эксплуатационное кино развивалось достаточно быстро и о многих фильмах сохранилось крайне мало информации, из-за этого сейчас сложно установить точную роль Роберты за кадром в различных фильмах. Например, она отрицала свою причастность к главной трилогии своего мужа «Прикосновение её плоти» (1967), «Проклятие её плоти» (1968) и «Поцелуй её плоти» (1968) говоря: «Я не имею никакого отношения к этим картинам». Хотя известно, что под псевдонимами она указывалась в качестве оператора, соавтора и сопродюсера фильмов. Достоверные свидетельства иногда расходятся: Джек Бравман, соавтор фильма «Джени», вспоминал о нём как об «одном из первых фильмов, который Роберта сняла сама», а ассистент режиссёра Джон Амеро помнил её как кинооператора, а Майкла как режиссёра.
В 1967 году Роберта вместе с Майклом поехали в Бельгию, для съёмок фильма «Эротикон». Планировалось что режиссёром фильма выступит Майкл, но из-за того, что он не знал французского, а Роберта знала, в режиссёрское кресло села она, а также она написала полноценный сценарий. Сюжет фильма начинался с неудачной попытки самоубийства, человек ранил себя в живот и далее показываются его предсмертные воспоминания о жизни, в итоге он умирает. Также съёмки проходили в Голландии, там же фильм и был смонтирован Робертой, но американские таможенники изъяли его при въезде в страну. Это дело получило широкое освещение в журнале Variety в 1968 году, поскольку судья публично готовился к нему, изучая такие передовые фильмы сексуальной революции, как «Фотоувеличение» (1966) Микеланджело Антониони и «Я - женщина» (1965) Мака Альберга. На суде директор таможенной службы утверждал, что пятьдесят пять из девяноста минут фильма были непристойными, но после семи часов совещания присяжные не смогли прийти к единому мнению. Правительство ходатайствовало о новом судебном разбирательстве, но после назначения нового судьи дело было прекращено. Несмотря на выигрыш дела, дистрибьютор Стэнли Борден, очевидно, решил не распространять «Эротикон», и сегодня этот фильм считается утраченным.
Некоторые из ранних фильмов над которыми работала Роберта не сохранились и сейчас точно определить она был в них режиссёром или Майлк не представляется возможным. Это такие картины как: «Взлом» (1969), «Чем ближе к кости, тем слаще мясо» (1971), «Наоборот!» (1971). В каталоге Американского института кино Роберта указана как режиссёр фильма «Возьми мою голову» (1970), но в интервью в 2021 году она категорически отрицала это, хотя при детальном рассмотрении фильма, можно заметить, что лесбийская сцена снята тем же объективом, которым Роберта снимала «Мнасидику» (1969).

### Начало работы в порнографии (1970—1979)

#### Начало съёмок под настоящим именем
В начале 1970-х годов Роберта развелась с Майклом. В то же время она постепенно начала снимать под своим настоящим именем. Всё чаще в титрах она значилась как сценарист, продюсер, режиссёр и оператор. Пресса того времени по-разному относилась к псевдонимам Финдли, в каких-то рецензиях упоминали псевдоним, а где-то, как например в рецензии журнала Hustler, критик похвалил её «искусный монтаж» в фильме «Женщина из Нью-Йорка» (1977) написав именно о Финдли, несмотря на то, что её имя не появлялось в титрах. Журнал Adam Film World после выхода фильма «Мистика» (1979) дал пятистраничный рекламный материал, ни разу не упомянув режиссёра, но когда через год журнал брал интервью у Финдли, они обсуждали фильм так, как будто реальная личность Роберта В. Нормана была общеизвестна. Фильмы «Алтарь страсти» (1971) и «Бутон розы» (1972) стали переходными фильмами от сексплотэйшна к более порнографическим картинам, в этих фильмах уже был показан оральный секс, но настоящего секса с проникновением не было. Примерно в это время она начала встречаться с продюсером Алланом Шеклтоном, а также работать на него по контракту, она сняла несколько фильмов за фиксированную плату от 2000 до 4000 долларов. Тогда же в начале 1970-х годов из-за финансовой нужды Финдли пыталась вступить в профсоюз Международный Альянс Работников Театральной сцены. Однако она столкнулась с рядом препятствий на пути вступления в профсоюз, включая непомерные членские взносы, мужские шовинистические настроения и просто отказ терпеть её участие в съёмках фильмов для взрослых. Она объяснила свое исключение из профсоюза обвинением в непристойности, которое функционировало как механизм разделения между кинематографистами, состоящими в профсоюзе, и режиссёрами фильмов для взрослых: «Вот так меня выкинули из профсоюза, в котором я никогда не состояла».

#### «Зал ожидания»
В 1973 году Финдли самостоятельно сняла «Подросток-молокосос», а также «Все в семье секса» низкосортный фильм для Бравмана, «Шах и мат» — фильм с элементами экшена и комедии, в сотрудничестве с братьями Амеро. Далее Роберта в качеств оператора попала в работу над фильмом «Зал ожидания», который не имеет ничего общего с сексплотэйшном, порнографией или ужасами; учитывая отношение Финдли к женщинам в индустрии, он также знаменует собой важный феминистский момент в истории кино. В 1973 году режиссёр Карен Сперлинг поставила перед собой задачу снять фильм, в котором бы отражался опытный взгляд на жизнь женщин, и в частности на ожидания и дальнейшие последствия, связанные с браком. Ключом к этому процессу, по мнению Сперлинг, должны были стать съёмки фильма женской командой: «Мне казалось, что раз уж фильм о женщинах, то почему бы не снять его полностью в женской среде и с их точки зрения?». На это и делался большой упор во время рекламной кампании, в женской съёмочной команде было тридцать пять человек. Особое внимание акцентировалось на Финдли. Неизвестно, как она познакомилась со Сперлинг; однако Сперлинг завела связи в кино для взрослых, когда выступила в качестве члена жюри Нью-Йоркского фестиваля эротических фильмов 1972 года, организованного журналом Screw, в составе которого были такие известные личности, как Гор Видал, Энди Уорхол, Бетти Додсон, Милош Форман, Сильвия Майлз и Элвин Голдштайн. Участие Финдли в кино для взрослых было ключевой особенностью, которая вновь и вновь освещалась в прессе, посвященной «Залу ожидания». Boxoffice писал, что Финдли — фигура, «добившаяся успеха в сфере секс-фильмов», а газета New York Daily News в сообщила, что Финдли научилась снимать фильмы благодаря своему мужу Майклу, который «позволял ей помогать в работе над его мягкими порнофильмами». Фильм рассказывал о женщине в исполнении Сперлинг, показывалась её работа, домашняя жизнь, свадьба и похороны. Молли Хаскелл после посещения съёмочной площадки описала женскую съёмочную группу как демонстрирующую «огромное чувство уверенности и взаимного уважения». Однако в конечном итоге фильм практически никто не видел, его показали всего один раз в Лос-Анджелесе, с тех пор Сперлинг больше не работала в кино.

#### «Снафф»
Роберта выступила в качестве оператора на съёмках фильма Майкла под названием «Бойня» примерно в 1970—1971 годах. В этой время эксплуатационное кино практически изжило себя и Майкл с Робертой искали варианты более мейнстримных фильмов. В 1969 году они уже сняли «Мнасидику», которая граничила с порнографией и в то же время была экспериментальным артхаусным проектом. У Майкла появилась идея снять фильм для более массовой аудитории, историю вдохновлённую убийствами семьи Чарльза Мэнсона. Для этого они с Робертой поехали в Аргентину, где с помощью другого режиссёра Хорасио Фредриксона, за 30 тысяч долларов за короткое время сняли фильм «Бойня», в будущем самый известный фильм пары. Но в том виде, в котором его сняли Финдли, картина никогда не выходила в прокат. Позже фильм был куплен продюсером Алланом Шеклтоном, который через несколько лет выпустил его под новым названием — «Снафф». Участие Финдли было стёрто из фильма, картина вообще не имела титров. Шеклтон заказал новую концовку другому режиссёру Саймону Начтерну, который снял сцену имитирующую реальное убийство.

#### Дальнейшая работа в порнографии
В рекламной кампании фильма «Ангел номер 9» (1974) пресса писала, что это «первый эротически откровенный фильм, снятый женщиной», в картине присутствовали сцены орального секса, хотя несколькими годами ранее Роберта уже снимала подобное кино. «Ангел номер 9» возглавил кассу в Нью-Йорке в неделю премьеры, опередив «Ленни» Боба Фосса и «Женщину под влиянием» Джона Кассаветиса. Киновед Финли Фрейберт считает, что продвижение фильма и его кассовый успех также, вероятно, способствовали восприятию его как значимого в академической сфере, о чём свидетельствует освещение во французском журнале о кино Positif и психоаналитическое рассмотрение картины в журнале ранних американских исследований кино The Velvet Light Trap. В публичных выступлениях, сопровождавших «Ангела» и последующие фильмы для взрослых, Финдли не выступала за привлечение женщин на внеэкранные должности, если это только не гримёры и костюмеры. Своё решение она позже объясняла негативным опытом полученным на съёмках «Зала ожидания», она считала много женщин за кадром с недостаточным опытом работы в кино могут произвести только «хромой продукт».
После физического насилия со стороны Шеклтона Финдли ушла от него. В первой половине 1970-х годов Финдли встретила музыкального продюсера Уолтера Сира, который стал её партнёром на несколько десятилетий, вплоть до его смерти в 2010 году. Вместе с Дэвидом Дарби они основали DFS (Darby Findlay Sear) Enterprises, кинокомпанию, в которой Финдли и Сир координировали производство, а Дарби занимался дистрибуцией. Вместе они работали над такими картинами как: «Любовь в странных местах» (1976), «Сладкая, сладкая свобода» (1976), «Женщина из Нью-Йорка» (1977) и других. В этих фильмах часто использовались одни и те же сцены оргий и музыкальное сопровождение. Финдли и Сир отделились от Дарби и создали свою собственную компанию Reeltime Distributing в 1979 году.
Несколько фильмов Финдли снимала в одних и тех же декорациях, это были её нью-йоркский сад на крыше здания и арендованный дом на пляже Файр-Айленда. Там были сняты порнофильмы «Женские мучения» (1977), «Из Холли с любовью» (1978), «Мистика» (1979) и «Тиффани Минкс» (1981).

### Завершение работы в порнографии (1980—1985)
К началу 1980-х годов домашнее видео и кабельное телевидение кардинально изменили ситуацию с производством и распространением фильмов для взрослых, создав избыток контента. Уже в 1983 году Финдли предвидела, что рынок фильмов для взрослых достигнет дна. «Мы можем просто полностью уйти из сферы фильмов для взрослых», — сказала она одному репортеру. «Возможно, разумнее будет перейти исключительно на фильмы с рейтингом „R“».
В 1982 году вышел фильм «Ликвидные активы». Киноведами принято считать, что данную картину сняла Финдли, но по поводу некоторых фильмов, включая этот, существует путаница. В интервью и комментариях на DVD и Blu-ray релизах её фильмов она часто забывает о том, какие фильмы она действительно снимала, и/или оспаривает официальные титры фильма. На обложке Blu-ray издания «Ликвидные активы» от компании Vinegar Syndrome режиссёром указан Уолтер Сир. Между тем, в самом фильме режиссёром указан только Роберт Уолтерс (псевдоним Финдли), а оператором Роберта Финдли. В онлайн-базах данных Internet Movie Database (IMDB) и Internet Adult Film Database (IAFD) режиссёром указан Роберт Уолтерс, а Уолтер Сир не указан совсем. Комментарий Роберты к фильму начинается со слов: «Мне жаль говорить вам, что это не мой фильм… Я позволила Уолтеру написать сценарий и срежиссировать его». Чуть позже она добавляет: «Теперь, когда я смотрю на это, возможно, я была режиссёром», а затем заключает: «Да, я была режиссёром».
В 1985 году Финдли выпустила псевдодокументальный порнофильм «Шона: Фантазия каждого мужчины», рассказывающий о самоубийстве порноактрисы Коллин Мари Эпплгейт, снимавшейся под псевдонимом Шона Грант. Шона до этого снялась в нескольких фильмах Финдли, после чего покинула индустрию. После смерти Шоны у Финдли остались неиспользованные кадры из этих съёмок. В новом фильме использовались вырезки из фильма «Блёстки», а также закадровый рассказ Джойс Джеймс (на то время редактора журнала Cinema Blue), якобы пытающейся понять смерть Эпплгейт, а также новые хардкор-сцены, воспроизводимые поверх воспоминаний и рассказов исполнителей. Джеймс во время съёмок думала, что участвует в настоящем документальном фильме, который старается рассказать историю Шоны. Финдли долгое время не давала никаких комментариев об этом, по мнению многих журналистов и представителей порноиндустрии, жестокому и циничному фильму. Зрители также признали фильм отвратительным. Позже Финдли заявляла: «Я притворялась, что это реально дань уважения к ней, но это не так. Я просто сделала это, решив, что мы сможем заработать на этом деньги». Её карьера в кино для взрослых, вероятно, закончилась в результате этого решения. Сама Финдли признавала: «То, что я сделала, было абсолютно эксплуататорским и довольно мерзким, но в то время я этого не замечала», но также говорила, что «сделала бы это снова». После этого фильма Финдли переключилась на малобюджетные фильмы ужасов.

### Съёмки фильмов ужасов (1985—1989)
Первым фильмом стал «Обитель» (1985), это был ультрамалобюджетный фильмов ужасов с элементами боевика, но из-за жестокости, показанной в нём, картина всё равно получила рейтинг «X». В фильме использовались распространенные в то время идеи о городском упадке: по сюжету фильма семьи в многоквартирном доме в Южном Бронксе оказались в заложниках у злоумышленников. За ним последовали обычные фильмы ужасов: «Оракул» (1985), «Затаившиеся» (1987) и «Верховное зло» (1988). Этими картинами Финдли старалась подражать популярным в то время фильмам идущим как в кинотеатрах, так и на домашнем видео. Фильм «Кровавые сестрички» (1987) Финдли сняла лишь по совету своего бухгалтера, чтобы выбить финансовый год для получения выгодных налоговых деклараций. Советы по налогообложению также послужили толчком к созданию последнего на сегодняшний день фильма Финдли, «Запрещённый» (1989). В своё время фильм так и не нашёл дистрибьютера. «Больше не было видеопрокатчиков, которым можно было бы продавать мусор», — вспоминала после Финдли. С тех пор Роберта перестала снимать кино.

### Последние годы
После прекращения работы в кино Роберта начала заниматься музыкой, она стала управлять своей студией звукозаписи в Нью-Йорке Sear Sound и занималась этим несколько десятилетий. По словам самой Роберты, многие музыканты записывавшиеся у неё в студии знают о её прошлой работе в кинематографе, а также на стенах студии висят постеры её фильмов.

## Проблемы с законом
Работы Роберты Финдли часто признавались непристойными, а сама она неоднократно подвергалась арестам за создание фильмов сексуального характера. Её первый фильм, «Тело женщины», стал причиной судебного разбирательства в Иллинойсе, в ходе которого Верховный суд штата подтвердил непристойность фильма. Вскоре после этого судья в Сан-Бернардино, штат Калифорния, закрыл местный кинотеатр за показ «крайне порнографического» фильма «Возьми меня обнажённой» и ещё одного фильма. Фильм «Кто угодно, только не мой муж» со сценами бондажа и фистинга неоднократно подвергался судебным нападкам в рамках «жёсткой борьбы с порнографией» в Новом Орлеане в 1975 году, а два года спустя обвинения были предъявлены одному из кинотеатров Индианы. В 1984 году канадские полицейские даже уничтожили видеокопии её фильмов, а в 1989 году владельцы видеомагазинов в Айове едва избежали уголовного преследования, когда Верховный суд штата постановил, что закон о непристойности распространяется только на продажу, а не на прокат видеокассет.
В 1974 году Финдли была арестована после съёмок фильма для Джека Бравмана «Все в семье секса» (1973) и столкнулась с обвинениями в непристойности, когда возмущенные власти округа Саффолк, штат Нью-Йорк, распознали в местах съёмок местные пейзажи. В своих интервью она критиковала чрезмерную продолжительность судебного процесса, произвольное применение закона о непристойности и абсурдность возможных приговоров сроком до восьми лет. Она и большинство актёров и съёмочной группы фильма «Медовое горло» (снят в 1978 году, выпущен в 1980-м) провели две ночи в тюрьме после того, как полиция Пойнт-Плезанта, штат Нью-Джерси, подглядывала через занавески во время съёмок сексуальной сцены в парикмахерской.
Хотя Финдли работала в разных жанрах кинематографа, за ней закрепился статус именно порнорежиссёра. В штате Иллинойс даже интервью с Финдли было признано непристойным из-за «откровенно оскорбительных описаний сексуального поведения».

## Режиссёрский метод
Роберта Финдли при работе над порнофильмами часто использовала псевдонимы, например такие как: Роберт Нельсон, Роберт В. Норман, Уолтер Д. Робертс, Роберт В. Бринар, Боб В. Дэвис.
Историки кино Уитни Струб и Питер Алилунас говоря о порнофильмах снятых Финдли, характеризуют её стиль съёмки хардкорных сцен словами «презрительно-бездарный». По их словам её незаинтересованность в качестве подобных сцен проявляется в своего рода творческой небрежности, большая часть её работ показывает требуемую откровенность, не вкладывая в них подлинного эротического накала. Съёмки постельных сцен у Финдли часто небрежные настолько, что например в фильме «Алтарь страсти» (1971) во время панорамных кадров заметно, что актёр Гарри Римс явно симулирует проникновение в партнёршу, а в фильме «Женские мучения» (1977) в кадре заметна трубка имитирующая эякуляцию в завершающей сцене. Начальная сцена «Кто угодно, только не мой муж» (1975) лучше всего отражает насмешку Финдли над жанром и аудиторией, поскольку секс перебивается явно менее заманчивым приготовлением курицы на ужин. Изначально придя в авторское движение кинематографа, Финдли и в дальнейшем сохранила жёсткий режиссёрский темп, став одним из определяющих продюсеров нью-йоркской порнографии 1970-х годов.
Даже постоянно снимая собственные фильмы, Финдли продолжала работать на других кинематографистов, и эта практика сохранилась на протяжении всей её карьеры. Большинство ранних работ были сняты вместе с Майклом. Она часто сотрудничала с братьями Амеро, Лемом и Джоном, и Джеком Бравманом. Некоторые сцены изначально снятые Робертой повторно появлялись в фильмах этих режиссёров. Как режиссёр, Финдли пользовалась определённой преданностью у постоянного актёрского состава, который стал для неё уже чем-то вроде труппы: такие исполнители, как Кристал Синк, Эрик Эдвардс и Джеффри Хёрст, были постоянными участниками хардкор-фильмов Финдли, тогда как Тони Перез сыграл все шесть своих ролей в фильмах Финдли. Сама Финдли никогда не скрывала своего презрения к порнографии, называя «большинство порнофильмов» «скучными, тупыми, глупыми, детскими и бессодержательными», также она говорила, что «в этом бизнесе мало настоящих талантов, а сценарии бездарны».
Роберта обладала достаточно скромными габаритами, но люди работавшие с ней вспоминали о ней как о трудолюбивом человеке. Часто она брала тяжёлые камеры, взваливала себе на плечи и по её словам становилась «человеком-штативом» перемещаясь по съёмочной площадке и экономя производственные затраты и время. На протяжении всей карьеры она придерживалась своего «абсолютного правила», никогда не нанимать женщин на технические должности во время производства фильмов. Иногда это называли женоненавистничеством, но сама Роберта объясняла такое правило сильной уверенностью в себе, которая определяла её собственную сложную карьеру. «Я очень много работала и не полагалась ни на кого — ни на женщин, ни на мужчин… поэтому я не вижу причин, по которым я должна помогать кому-то ещё», — говорила она в интервью 1975 года. Это мнение не изменилось у неё и спустя десятилетия. Трудолюбие Финдли даже вредило её здоровью, например мотор камеры, расположенный на её груди, образовал кисту, которую пришлось удалить.

## Взгляды
Роберту не раз обвиняли в женоненавистничестве и антифеминизме, что она иногда демонстрировала в интервью. На вопросы журналистов о том, почему в её съёмочной команде не бывает женщин, Роберта отвечала, что у неё уже был негативный опыт работы в команде из 30 женщин над фильмом «Зал ожидания» и «на каждых трёх женщин… потребовался бы один мужчина, чтобы сделать работу правильно», а сам фильм она называла «хромым продуктом». Для Финдли политика борьбы с порнографией была неразрывным компонентом феминизма. Тем не менее, репортеры журналов для взрослых были склонны рассматривать фильмы Финдли как феминистскую культурную продукцию. Например в одной из рецензий на её фильм «Ангел номер 9», журналист называл его «злобным» и «феминистическим», а в рецензии на фильм «Тиффани Минкс» (1981) было сказано, что Финдли «снимает фильмы о сексе с феминистской точки зрения». За свою карьеру Финдли по меньшей мере два раза сталкивалась с феминистками, выступающими против порнографии: один раз после выхода «Ангела номер 9», другой — после выхода «Снаффа». Таким образом, для Финдли феминизм представлял собой прямую оппозицию её профессии. Сама Роберта говорила: «многие из этих женщин, которые звонили мне и кричали на меня, никогда не видели порнофильмов, а если и видели, то только старые картины… Они просто считают, что все фильмы с рейтингом „X“ — это унижение и оскорбление женщин». На вопрос о женском освободительном движении (WLM) Роберта ответила: «Наверное я злая и противная, но я не испытываю никакой симпатии к жалующимся женщинам. Я очень много работала и не полагалась ни на кого — ни на женщин, ни на мужчин, — чтобы они что-то для меня сделали, так что я не вижу причин, почему я должна помогать кому-то ещё». Эту же позицию она озвучивала в других интервью ещё ни раз, Финдли повторяла «мне действительно плевать на всех остальных», она говорила что понимает, что должна поддерживать WLM, но вряд ли её личность будет популярна в «этом фронте».
Антифеминизм Финдли скорее был преимущественно направлен на её мужскую аудиторию и изначально она вообще не обращала внимания на женскую аудиторию. Однако эта позиция постепенно начала меняться после распада DFS и основания компании Reeltime Distributing в 1979 году. После того как Финдли заняла пост генерального директора Reeltime, её новые обязанности включали в себя не только производство фильмов, но и их распространение — роль, которую ранее в DFS выполнял её партнёр Дэвид Дарби. Финдли обнаружила, что женщины составляют значительную часть её зрительской аудитории, они приходили на сеансы её фильмов как в одиночку, так и в паре с мужчинами. После этого Финдли стала делать акцент на том, что её фильмы отличаются от фильмов снятых режиссёрами мужчинами. В интервью она говорила, что по её мнению, она замечает больше деталей чем мужчина, например при работе над сценой, сексуальной или диалогом её особенно интересуют «особенности поведения и личные взаимодействия» персонажей. А свой фильм «Тиффани Минкс» (1981) назвала специально рассчитанным на женскую аудиторию. Финдли даже начала снова открыто использовать своё имя, а не многочисленные мужские псевдонимы, которые она использовала в титрах с 1975 по 1982 годы, в титрах фильмов и сообщениях в прессе для более романтических и менее жестоких фильмов, таких как «Плэйгёрл» (1982) и «Блёстки» (1983). В каком то смысле Финдли начала более открыто заигрывать с женской аудиторией, только после того как узнала, что значительную часть её зрителей она и составляет. Карен Джехне, сотрудница кабельного телеканала, которая просматривала и отбирала материалы для взрослых для поздних ночных программ, посмотрела фильм Финдли «Плэйгёрл» и назвала тактику Финдли по созданию видимости феминизма в порнофильмах, циничной попыткой нажиться на вновь обретённой женской аудитории, а не искренним стремлением к созданию феминистской порнографической формы.
В своих публичных заявлениях Финдли говорила, что комфортно себя чувствует в индустрии кино для взрослых. Как и другие продюсеры полнометражных фильмов для взрослых, Финдли утверждала культурную значимость хардкор-повествовательных фильмов по сравнению с бессюжетными хардкорными картинами и «образовательными» фильмами. В отличие от своих малобюджетных фильмов, Финдли стремилась приблизиться к зениту порношика. Она считала, что порнофильмам необходимо выделять более высокий бюджет, делать ставку на высоком качестве производства, развитии персонажей и повествования и органично вписывать в сюжет сцены секса. В 1975 году вспоминая о своих ранних работах Финдли говорила, что со своим бывшим мужем Майклом они выпускали «депрессивные» фильмы.
В своих публичных выступлениях Финдли часто называла делегитимацию порноиндустрии несправедливым культурным явлением: «Люди в сфере легального кино имеют тенденцию относиться к вам свысока, как только узнают, что вы снимаете порнофильмы». Статус порнорежиссёра она сравнивала с «клеймом».
Своим любимым фильмом Роберта называла «Триумф воли» (1935) Лени Рифеншталь. Роберта начала работать в кино в качество помощника своего мужа Майкла Финдли в конце 1960-х годов. В основном это были жестокие сексплотационные фильмы о маньяках которые убивают женщин. После расставания с мужем в начале 1970-х она называла его «трусливым психопатом», который хотел убивать женщин, но остановился на кинематографическом изображении этого действия. В своих же фильмах Роберта продолжала использовать жестокие сюжеты, но в роли убийц уже, как правило, выступали женщины. Объясняя использование насилия, Финдли говорила в одном из интервью: «Может быть, мне не стоит этого говорить, но, похоже, у меня жестокая натура… Мне нравится видеть на экране изнасилованных женщин… Меня возбуждают избиения женщин. Конечно, в реальной жизни я этого не делаю. Я даже не лесбиянка». Киновед Дженнифер Мурмен рассматривает данные сюжеты в её фильмах как амбивалентно феминистское сопротивление распространённому изображению женщин как беспомощных жертв в фильмах ужасов и сексплотэйшнах до 1970-х годов.

## Влияние
В настоящее время критики всё чаще положительно отзываются о режиссёрской работе Роберты Финдли. Например журнал Vulture называет её «легендой грайдхауса», а различные кинокритики «новатором эксплуатации». Сейчас кинокритика называет Роберту с Майклом «самыми известными режиссёрами в анналах сексплотэйшна», а Роберту одним из главных режиссёров «низкопробного кино». Некоторые критики приписывают ей «статус иконы андеграундного феминистского кинематографа», с чем сама Роберта не согласна и не раз говорила, что на протяжении всей своей карьеры она не хотела заявить о себе, а лишь старалась заработать, а своих фанатов шуточно называет людьми с «глубокими психологическими проблемами». На протяжении большей части своей карьеры открыто презирала свои фильмы и саму идею научного интереса к её творчеству. «Я не нахожу во всем этом никакой академической ценности», — сказала она в интервью в 2021 году. Исследователи творчества Финдли говорят, что её историческое значение в формировании эксплуатационного и хардкорного кино просто неоспоримо. Часто её называли «антифеминистским порнографом», но по иронии фильм «Снафф» снятый ею вместе с мужем Майклом помог зародить феминистское движение против порнографии. Фильм сыграл ключевую роль в объединении активистов против кинематографического изображения сексуализированного насилия.

## Фильмография
| Год  | Название                                 | Оригинальное название                        | Режиссёр | Сценарист | Продюсер | Оператор | Монтажёр | Актриса | Композитор | Примечания | Источник      |
| ---- | ---------------------------------------- | -------------------------------------------- | -------- | --------- | -------- | -------- | -------- | ------- | ---------- | --- | ------------- |
| 1964 | Тело женщины                             | Body of a Female                             |          |           |          |          |          | Да      |            | Роль — Синди, под псевдонимом Anna Riva. Фильм считается утраченным. | [ 64 ]        |
| 1965 | Кровать Сатаны                           | Satan’s Bed                                  |          |           |          |          |          | Да      |            | Роль — девушка, привязанная к бильярдному столу, под псевдонимом Anna Riva. | [ 6 ]         |
| 1966 | Возьми меня обнажённой                   | Take Me Naked                                | Да       | Да        | Да       |          |          | Да      | Да         | Роль — Элейн, под псевдонимом Anna Riva. Режиссура, сценарий и продюсер под псевдонимом Anna Riva. Композитор под псевдонимом Robin Aden. | [ 65 ]        |
| 1967 | Прикосновение её плоти                   | The Touch of Her Flesh                       |          |           | Да       | Да       |          | Да      | Да         | Роль — девушка с кредитом, девушка мечты и голос Клаудии Дженнингс. Продюсер и оператор под псевдонимом Anna Riva. Композитор под псевдонимом Robin Aden.                                                                                              |               |
| 1967 | Эротикон                                 | Erotikon                                     | Да       | Да        |          |          | Да       |         |            | В настоящее время считается утерянным. | [ 66 ]        |
| 1968 | Вожделенные часы                         | Lusting Hours                                |          |           |          |          |          | Да      |            | Роль — проститутка, девушка с улицы, девушка по вызову, закадровый голос, под псевдонимом Anna Riva. Сцены с Финдли взяты из картины «Тело женщины».                                                                                                   | [ 6 ]         |
| 1968 | Проклятие её плоти                       | The Curse of Her Flesh                       |          | Да        | Да       | Да       |          | Да      | Да         | Голос диктора на радио, в титрах не указана. Сценарий и продюсер под псевдонимом Anna Riva. Композитор под псевдонимом Robin Aden. |               |
| 1968 | Тысяча удовольствий                      | A Thousand Pleasures                         |          | Да        | Да       | Да       |          | Да      | Да         | Дубляж Миссис Дэвис, под псевдонимом Anna Riva. Сценарий под псевдонимом Berla L. Moke. Продюсер и оператор под псевдонимом Anna Riva. Композитор под псевдонимом Robin Aden.                                                                          | [ 7 ]         |
| 1968 | Поцелуй её плоти                         | The Kiss of Her Flesh                        |          | Да        | Да       | Да       |          | Да      | Да         | Читает закадровый текст (в титрах не указана). Сценарий, продюсер и оператор под псевдонимом Anna Riva. Композитор под псевдонимом Robin Aden. |               |
| 1969 | Мнасидика                                | Mnasidika                                    | Да       | Да        | Да       | Да       |          |         |            | Сценарист в титрах не указана. | [ 67 ]        |
| 1969 | Абсолютный дегенерат                     | The Ultimate Degenerate                      |          |           | Да       | Да       |          | Да      |            | Девушка в колесе обозрения (в титрах не указана). Продюсер и оператор под псевдонимом Anna Riva. |               |
| 1969 | Ночной гонщик                            | All Night Rider                              |          |           | Да       |          |          |         |            | |               |
| 1969 | Чем ближе к кости, тем слаще мясо        | The Closer to the Bone the Sweeter the Meat  | Да       |           | Да       |          |          |         |            | Возможно режиссёром была Роберта Финдли (не подтверждено). В настоящее время фильм считается утерянным. | [ 9 ]         |
| 1969 | Взлом                                    | Crack-Up                                     | Да       |           | Да       | Да       |          |         |            | Возможно была режиссёром (не подтверждено). В настоящее время считается утерянным. | [ 9 ]         |
| 1970 | Возьми мою голову                        | Take My Head                                 | Да       |           | Да       | Да       |          |         |            | | [ 9 ]         |
| 1970 | Джени                                    | Janie                                        | Да       |           |          | Да       |          | Да      |            | Читает закадровый текст, под псевдонимом Anna Riva. | [ 65 ]        |
| 1970 | Вакханалия                               | Bacchanale                                   |          |           |          |          |          | Да      |            | Читает закадровый текст (в титрах не указана). |               |
| 1971 | Наоборот!                                | Vice Versa!                                  | Да       |           | Да       | Да       |          |         |            | Возможно режиссёром была Роберта Финдли (не подтверждено). В настоящее время фильм считается утерянным. | [ 9 ]         |
| 1971 | Алтарь страсти                           | The Altar of Lust                            | Да       | Да        | Да       | Да       |          | Да      | Да         | Читает закадровый текст (в титрах не указана). | [ 68 ]        |
| 1971 | Бутон розы                               | Rosebud                                      | Да       | Да        | Да       | Да       |          | Да      | Да         | Читает закадровый текст (в титрах не указана). | [ 69 ]        |
| 1972 | Вторжение кровавых фермеров              | Invasion of the Blood Farmers                |          |           |          | Да       |          |         |            | Под псевдонимом Frederick Douglass. |               |
| 1972 | Повелители любви                         | The Love Lords                               |          |           |          | Да       |          |         |            | |               |
| 1973 | Подросток-молокосос                      | Teenage Milkmaid                             | Да       | Да        | Да       |          | Да       |         | Да         | Монтаж под псевдонимом Anna Riva, композитор под именем Robin Aden. Единственный экземпляр фильма хранится в Институте Кинси. | [ 70 ]        |
| 1973 | Все в семье секса                        | All in the Sex Family                        |          |           |          | Да       |          |         |            | | [ 19 ]        |
| 1973 | Шах и мат                                | Checkmate                                    |          |           |          | Да       |          |         |            | | [ 19 ]        |
| 1973 | Зал ожидания                             | The Waiting Room                             |          |           |          | Да       |          |         |            | | [ 19 ] [ 20 ] |
| 1974 | Дополнительное вознаграждение            | Fringe Benefits                              | Да       |           |          |          |          |         |            | |               |
| 1974 | Дочь бурлака                             | The Clamdigger’s Daughter                    | Да       | Да        | Да       |          |          |         |            | |               |
| 1974 | Крик калеки                              | Shriek of the Mutilated                      |          |           |          | Да       |          |         |            | | [ 19 ]        |
| 1974 | Ангел номер 9                            | Angel Number 9                               | Да       | Да        | Да       | Да       | Да       | Да      |            | Дубляж (в титрах не указана). | [ 71 ]        |
| 1974 | Студентки                                | College Girls                                |          |           | Да       | Да       |          |         |            | |               |
| 1975 | Скользнуть вверх                         | Slip Up                                      | Да       |           |          |          |          |         |            | |               |
| 1975 | Чем влажнее, тем лучше                   | The Wetter the Better                        |          | Да        |          |          |          |         |            | |               |
| 1975 | Каждая дюймовочка — леди                 | Every Inch a Lady                            |          |           |          | Да       |          |         |            | |               |
| 1975 | Кто угодно, только не мой муж            | Anyone But My Husband                        | Да       | Да        | Да       | Да       |          | Да      |            | Роль — мать Бонни (голос) (в титрах не указана). Режиссура, сценарий ипродюсер под псевдонимом Robert Norman. | [ 46 ]        |
| 1976 | Снафф                                    | Snuff                                        | Да       |           | Да       |          |          | Да      |            | Дубляж Кармелы (в титрах не указана). |               |
| 1976 | Сладкая, сладкая свобода                 | Sweet, Sweet Freedom                         | Да       | Да        |          | Да       | Да       | Да      | Да         | Роль — больничный диетолог (в титрах не указана). Режиссура под псевдонимами Anna Riva и Harold Hindgrind. Сценарий под псевдонимом Anna Riva. Композитор под псевдонимом Harold Hindgrind. Монтаж под псевдонимом Robby Chipitoff.                    | [ 21 ]        |
| 1976 | Дорогая Пэм                              | Dear Pam                                     | Да       | Да        |          | Да       | Да       | Да      |            | Роль — мисс Клюг под псевдонимом Anna Riva. Режиссура и сценарий под псевдонимом Harold Hindgrind. Оператор под псевдонимом Anna Riva. Монтаж под псевдонимом Robby Chipitoff.                                                                         | [ 21 ]        |
| 1976 | Тыковка, я люблю тебя…                   | 'Sweet Punkin' I Love You….                  | Да       | Да        |          | Да       | Да       |         |            | Режиссура, сценарий и оператор под псевдонимом Robert Norman. | [ 36 ]        |
| 1976 | Фантасекс                                | Fantasex                                     | Да       | Да        |          | Да       | Да       |         |            | Режиссура и сценарий под псевдонимом Robert Norman, оператор под псевдонимом Anna Riva, монтаж под псевдонимом Linda Michaels. | [ 72 ]        |
| 1976 | Молодожены                               | The Honeymooners                             |          |           |          | Да       |          |         |            | В титрах не указана. | [ 19 ]        |
| 1976 | Специальный субботний вечер              | Saturday Night Special                       |          |           |          | Да       |          |         |            | |               |
| 1976 | Персиковый пух                           | Peach Fuzz                                   |          |           |          | Да       | Да       |         |            | Оператор под псевдонимом Anna Riva. Монтаж под псевдонимом Linda Michaels. |               |
| 1976 | Любовь в странных местах                 | Love, in Strange Places                      | Да       | Да        | Да       | Да       | Да       | Да      | Да         | Второстеменная роль прохожего на улице (в титрах не указана). Режиссура, сценарий и продюсер под псевдонимом Robert D. Walters, композитор под псевдонимом Harold Hindgrind, оператор под псевдонимом Robert Norman, монтаж под псевдонимом Anna Riva. | [ 73 ]        |
| 1976 | Фанк                                     | Funk                                         |          |           | Да       | Да       |          |         |            | В титрах не указана. |               |
| 1976 | Горячи девственницы                      | Virgins in Heat                              |          |           | Да       | Да       |          |         |            | В титрах не указана. |               |
| 1976 | Мокрая и дикая                           | Wet and Wild                                 |          |           | Да       | Да       |          |         |            | В титрах не указана. |               |
| 1977 | Женские мучения                          | A Woman’s Torment                            | Да       | Да        | Да       | Да       | Да       |         |            | Режиссура, сценарий и продюсер под псевдонимом Robert W. Norman, оператор и монтаж в титрах не указаны. | [ 74 ]        |
| 1977 | Женщина из Нью-Йорка                     | The New York City Woman                      | Да       | Да        |          | Да       | Да       | Да      | Да         | Роль — Женщина на кухне (в титрах не указана). Режиссура и сценарий под псевдонимом Anna Riva, композитор под псевдонимом Harold Hindgrind, монтаж под псевдонимом Robby Chipitoff, оператор в титрах не указана.                                      | [ 21 ]        |
| 1977 | Французские одноклассники                | French Classmates                            |          |           |          | Да       |          |         |            | В титрах не указана. |               |
| 1977 | Видения                                  | Visions                                      |          |           |          | Да       |          |         |            | Под псевдонимом Anna Riva. | [ 19 ]        |
| 1977 | Необработанный материал                  | Raw Footage                                  | Да       |           | Да       | Да       | Да       | Да      |            | Роль — уборщица, под псевдонимом Anna Riva. |               |
| 1977 | Извращённые трюки                        | Kinky Tricks                                 | Да       |           | Да       |          |          |         |            | |               |
| 1977 | Доктор Лав и его странный дом извращений | Dr. Love and His Strange House of Perversion |          |           |          | Да       |          |         |            | В титрах не указана. |               |
| 1978 | Из Холли с любовью                       | From Holly with Love                         | Да       |           | Да       | Да       | Да       |         |            | | [ 75 ]        |
| 1978 | Выступление                              | Acting Out                                   |          |           |          | Да       |          |         |            | | [ 19 ]        |
| 1978 | Жимолостная роза                         | Honeysuckle Rose                             | Да       | Да        | Да       |          | Да       |         | Да         | Режиссёра, сценарий и продюсер под псевдонимом Robert W. Brinar, композитор под псевдонимом Harold Hindgrind and the Cosmic Seven, монтаж под псевдонимом Anna Riva.                                                                                   |               |
| 1979 | Конфетка                                 | Candi Girl                                   |          |           |          | Да       |          |         |            | В титрах не указана. |               |
| 1979 | Горячее дитя в городе                    | Hot Child in the City                        |          |           |          | Да       |          |         |            | В титрах не указана. |               |
| 1979 | Летняя синева                            | Summertime Blue                              |          |           |          | Да       |          |         |            | В титрах не указана. |               |
| 1979 | Розовый Вавилон                          | Babylon Pink                                 |          |           |          | Да       |          |         |            | Под псевдонимом Robert W. Norman. | [ 19 ]        |
| 1979 | Мистика                                  | Mystique                                     | Да       | Да        |          | Да       |          |         |            | Режиссура, сценарий и продюсер под псевдонимом Robert W. Norman. | [ 76 ]        |
| 1980 | Домик на пляже                           | Beach House                                  | Да       | Да        | Да       | Да       | Да       |         |            | Режиссура, сценарий и продюсер под псевдонимом Robert W. Norman. |               |
| 1980 | Жюстин: «Вопрос невинности»              | Justine: 'A Matter of Innocence'             | Да       |           | Да       | Да       | Да       |         |            | |               |
| 1980 | Робинс Нест                              | Robins Nest                                  |          |           |          | Да       |          |         |            | В титрах не указана. |               |
| 1980 | Медовое горло                            | Honey Throat                                 |          |           |          | Да       |          |         |            | Под псевдонимом Anna Rivas. | [ 19 ]        |
| 1981 | Платиновый рай                           | Platinum Paradise                            |          |           |          | Да       |          |         |            | Под псевдонимом Robert Norman. |               |
| 1981 | Амбиции блондинки                        | Blonde Ambition                              |          |           |          | Да       |          |         |            | | [ 19 ]        |
| 1981 | Тиффани Минкс                            | The Tiffany Minx                             | Да       |           | Да       | Да       | Да       |         |            | | [ 36 ]        |
| 1982 | Ликвидные активы                         | Liquid A$$ets                                | Да       | Да        | Да       | Да       | Да       | Да      |            | Роль — женщина, которую сфотографировал Квим (в титрах не указана). Режиссёра, сценарий, продюсер и монтаж под псевдонимом Robert Walters. | [ 12 ]        |
| 1982 | Плэйгёрл                                 | The Playgirl                                 | Да       |           | Да       | Да       | Да       |         |            | | [ 12 ]        |
| 1983 | Девочки из частной школы                 | Private Schoolgirls                          | Да       |           |          | Да       |          |         |            | |               |
| 1983 | Широкомасштабные скандалы Лидии Лейс     | The Widespread Scandals of Lydia Lace        |          |           |          | Да       |          |         |            | |               |
| 1983 | Блёстки                                  | Glitter                                      | Да       |           | Да       | Да       | Да       |         |            | | [ 12 ]        |
| 1983 | Тушь для ресниц                          | Mascara                                      | Да       |           | Да       | Да       |          |         |            | | [ 12 ]        |
| 1985 | Шона: Фантазия каждого мужчины           | Shauna: Every Man’s Fantasy                  | Да       |           | Да       | Да       | Да       |         |            | | [ 12 ]        |
| 1985 | Обитель                                  | Tenement                                     | Да       |           |          | Да       |          |         |            | | [ 38 ]        |
| 1985 | Оракул                                   | The Oracle                                   | Да       |           |          | Да       | Да       |         |            | | [ 38 ]        |
| 1986 | Влажные сны                              | Wet Dreams                                   | Да       |           | Да       |          |          |         |            | В титрах не указана. | [ 72 ]        |
| 1986 | Климакс!                                 | Climax!                                      | Да       |           |          |          |          |         |            | | [ 72 ]        |
| 1987 | Затаившиеся                              | Lurkers                                      | Да       |           |          | Да       | Да       |         |            | | [ 38 ]        |
| 1987 | Кровавые сестрички                       | Blood Sisters                                | Да       | Да        |          | Да       | Да       |         |            | | [ 42 ]        |
| 1987 | Детки в Джойленде                        | Babes in Joyland                             |          |           |          | Да       |          |         |            | В титрах не указана. |               |
| 1988 | Верховное зло                            | Prime Evil                                   | Да       |           |          | Да       |          |         |            | | [ 38 ]        |
| 1989 | Запрещённый                              | Banned                                       | Да       |           |          | Да       | Да       |         |            | | [ 42 ]        |